# St. Lucia Airways

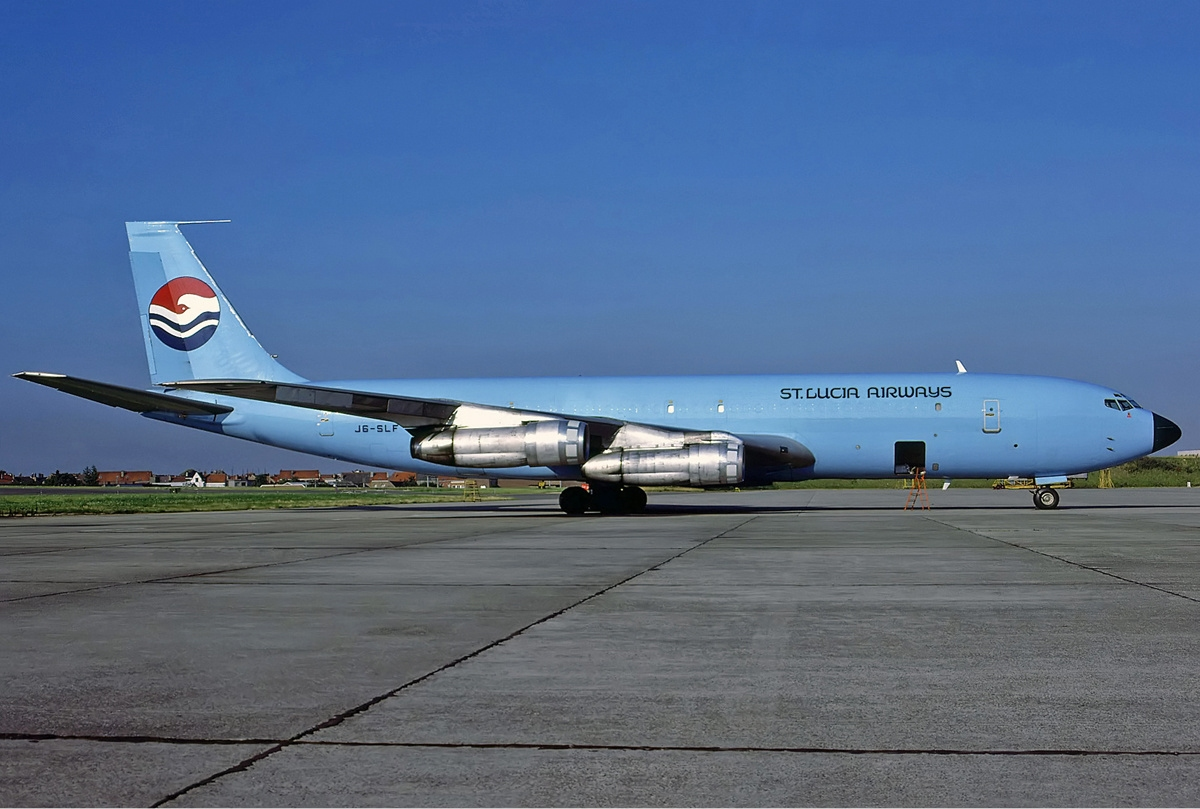
En av deras Boeing 707-323C på Bryssel-Zaventems flygplats i augusti 1986.

St. Lucia Airways Ltd. var ett flygbolag som flög passagerarflygplan mellan Saint Lucia och flygplatser i Västindien och Sydamerika. Deras reguljära rutter var till Barbados, Martinique och mellan Saint Lucias två flygplatser. Flygföretaget var registrerat på en postbox i Saint Lucias huvudstad Castries och hade kontor i Frankfurt i Tyskland, Miami i Florida och Oostende i Belgien.
De var anklagad för att vara en frontorganisation för den amerikanska underrättelsetjänsten Central Intelligence Agency (CIA). Anklagelserna bestod av att de transporterade amerikanska trupper till invasionen av Grenada; krigsmateriel till Iran, som utvecklades till att bli i ett senare skede Iran-Contras-affären, och den angolanska rebellrörelsen União Nacional para a Independência Total de Angola (Unita) för att bekämpa José Eduardo dos Santos regering som var då lagd åt marxismen.
Företaget ska ha upplöst i maj 1987.